# Nox Archaist
Nox Archaist – komputerowa gra fabularna, wydana w grudniu 2020 roku, dostępna na platformach Apple II, macOS i Microsoft Windows. Gra została zainspirowana klasycznymi tytułami z serii Ultima oraz The Bard's Tale.

## Fabuła
Fabuła osadzona jest w świecie magii i miecza o nazwie Vali. Gracz wciela się w postać wysłaną do wyspiarskiego regionu w celu zbadania działalności tajemniczego kultu. W trakcie rozgrywki możliwe jest rekrutowanie towarzyszy, eksploracja wysp, walka z potworami, interakcje z postaciami niezależnymi (BN-ami) oraz stawianie czoła magicznym zagrożeniom.
W 2023 roku ukazało się DLC zatytułowane Lord of Storms.

## Produkcja
Prace nad grą rozpoczęły się w 2015 roku i były prowadzone przez 6502 Workshop – grupę retrokomputingową pod przewodnictwem programistki Megan Lemmert. Gra została zaprogramowana w asemblerze dla procesora MOS Technology 6502, który wykorzystywany był w oryginalnych komputerach Apple II. Produkcja oparta jest na architekturze 8-bitowej. Silnik gry bazuje na płytkach i wykorzystuje tryb graficzny HGR komputera Apple II (280 × 192 piksele). Minimalna wymagana ilość pamięci RAM na komputerach Apple II wynosi 128 KB.
Po ogłoszeniu projektu w 2016 roku, jego pierwsza techniczna prezentacja odbyła się w 2017 podczas KansasFest – corocznego zjazdu entuzjastów komputerów Apple II. Pierwsza kampania finansowania społecznościowego w serwisie Kickstarter miała miejsce w tym samym roku, lecz zakończyła się niepowodzeniem. Druga kampania, zorganizowana w 2019 roku, zakończyła się sukcesem.

## Występy postaci i odniesienia
W grze pojawiają się postacie związane z historią komputerów i gier. Steve Wozniak, główny projektant Apple II, występuje jako pomniejsza postać niezależna. Richard Garriott, twórca serii Ultima, pojawia się jako Lord British – jego charakterystyczna postać z tej serii.

## Odbiór

### Nagrody i wyróżnienia
W 2021 roku Megan Lemmert otrzymała nagrodę Apple II Forever Award podczas KansasFest za swój wkład w projekt. Nox Archaist zdobył także nagrodę dla Ulubionego Projektu Fanowskiego serwisu Codex Ultima za rok 2017 oraz zajął 10. miejsce w plebiscycie na grę RPG roku 2020 według portalu RPG Codex.

### Innowacje i osiągnięcia
Nox Archaist wprowadziła szereg innowacji technicznych i projektowych, które były wyjątkowe w kontekście gier tworzonych na platformy 8-bitowe. Do najważniejszych osiągnięć gry należą:
- pierwsza komercyjna gra stworzona na platformę Apple II po ponad trzech dekadach przerwy[12];
- pierwsza gra 8-bitowa wykorzystująca algorytm A* do wyznaczania ścieżek[13];
- pierwsza gra na platformę Apple II dostępna w serwisach Steam i GOG[14];
- pierwsza gra komputerowa, w której postaci Lorda Britisha nie da się zabić, w przeciwieństwie do wcześniejszych gier z jego udziałem[15];
- wprowadzenie systemu ekwipunku z wizualnym wyróżnieniem aktywnego przedmiotu, zamiast standardowego dla gier 8-bitowych wybierania poprzez litery lub cyfry[16];
- zastosowanie zaawansowanych animacji zaklęć, nietypowych dla gier tego typu[17];
- wprowadzenie mechanik takich jak pływanie, potwory ukrywające się w wysokiej trawie oraz przeciwnicy zajmujący więcej niż jedną płytkę – rozwiązania niespotykane wcześniej w grach 8-bitowych[18].